# Barnpension
Barnpension är en typ av efterlevandepension som kan betalas ut till barn om någon av föräldrarna avlidit. Ersättningen betalas ut till och med den månad barnet fyller 18 år, om barnet studerar och har rätt till förlängt barnbidrag eller studiebidrag betalas barnpensionen ut till och med juni månad det år barnet fyller 20 år. Adoptivbarn har rätt till barnpension om en av adoptivföräldrarna avlider, även om adoptionen inte är fullföljd.

## Beräkning av pension
Barnpensionen beräknas på den avlidne förälderns intjänade ålderspension och dels vad föräldern förmodats ha tjänat fram till 64 års ålder.
Om det yngsta barnet är under 12 år blir barnpensionen 35 procent av föräldrars antagna pensionen. För varje extra syskon utökas pensionen med 25 procent.
Om det yngsta barnet är över 12 år blir barnpensionen 35 procent av ålderspensionen. För varje extra syskon utbetalas 20 procent.
Det utbetalade beloppet delas lika mellan alla barnen.
Det utbetalade beloppet kan aldrig överstiga den antagna ålderspensionen.
Om någon i familjen har änkepension eller omställningspension kan det utbetalade beloppet bli max 80 procent av den antagna pensionen.
Barnpension är skattepliktig och den del som överskrider 17120 beskattas.

## Efterlevandepension
Om barnpensionen understiger 1427:- (17 120 kronor om året eller 40 % av prisbasbeloppet) inträder efterlevandepensionen och fyller ut beloppet till 1427 kronor (2009 år prisbasbelopp). Efterlevandestödet är skattebefriat.

## Utbetalning
Pensionen betalas ut från och med den månad då dödsfallet inträffade. Om den avlidne hade ålderspension, sjukersättning eller aktivitetsersättning så kommer utbetalningen att ske från och med månaden efter dödsfallet. Utbetalning av pensionen kan ske retroaktivt två år tillbaka i tiden.